# Romanche
La Romanche è un torrente che scorre nel sud-est della Francia. La sorgente è situata nella parte settentrionale del massiccio des Écrins e si getta nel Drac a Champ-sur-Drac, a sud di Grenoble. La valle percorsa dal torrente viene chiamata Oisans.

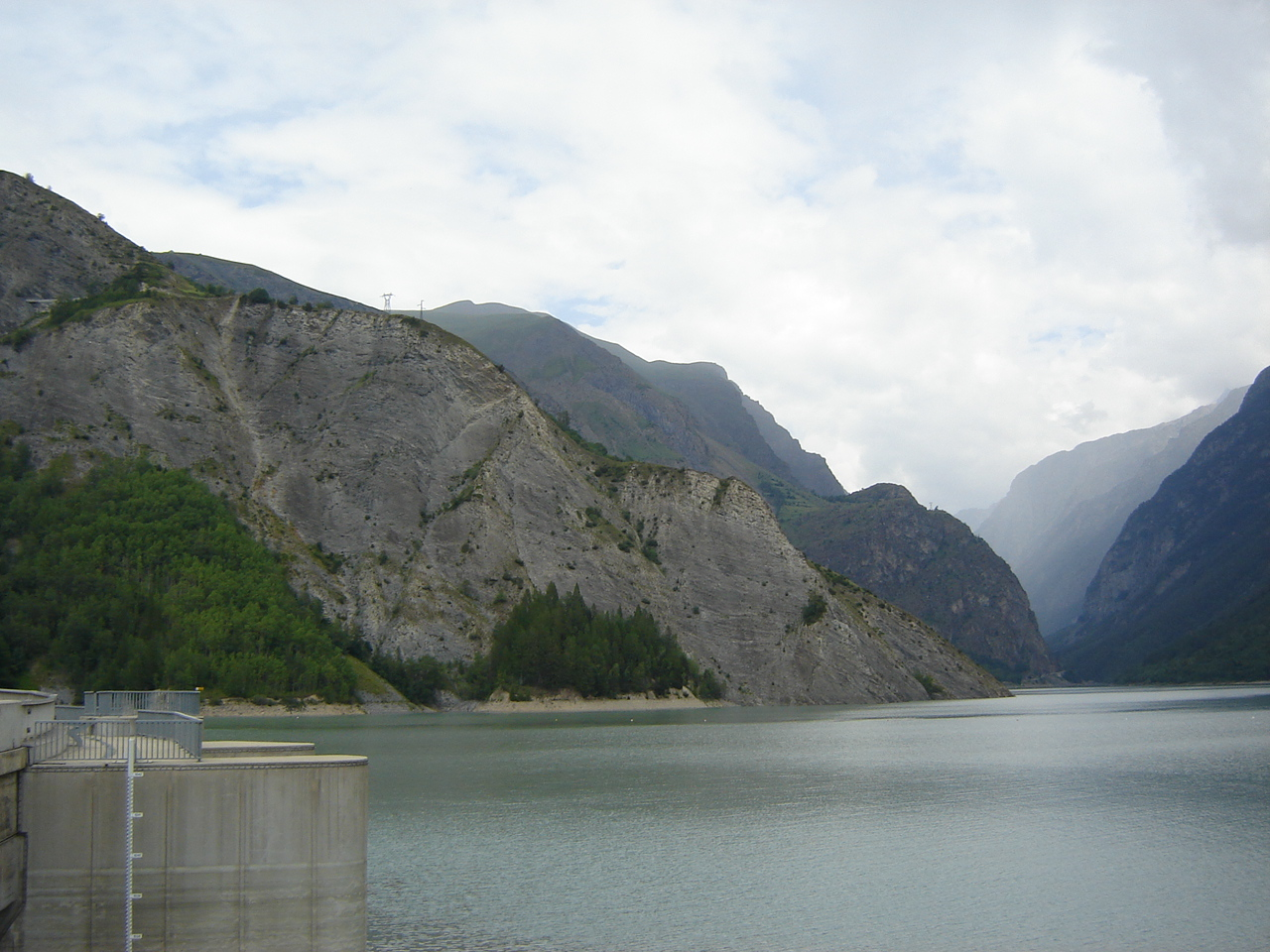
Il Lago artificiale di Chambon nella valle della Romanche che separa l'Alpe d'Huez e les Deux Alpes

La Romanche attraversa le seguenti città: La Grave nelle Alte Alpi e di Bourg-d'Oisans, nel Livet-et-Gavet, di Vizille e di Champ-sur-Drac nell'Isère.
I suoi principali affluenti sono il Vénéon e l'Eau d'Olle.
Trattasi di un torrente alpino il cui letto è stato preservato senza alcun intervento da parte dell'uomo di particolare rilievo, nel suo primo tratto nelle Alte-Alpi grazie all'istituzione del Parco nazionale des Écrins. 
Ma nella sua parte mediana e terminale verso Grenoble, il suo corso è stato modificato in maniera massiccia a seguito della costruzione di numerosi sbarramenti che formano numerosi laghi artificiali (ne è un esempio il Lago di Chambon). Ciò non basta, infatti è stato anche sapientemente canalizzato al fine di cintare delle zone abitate (pianure di Bourg-d'Oisans e di Vizille) e di produrre energia idroelettrica per le fabbriche.